# 태광네트웍정보

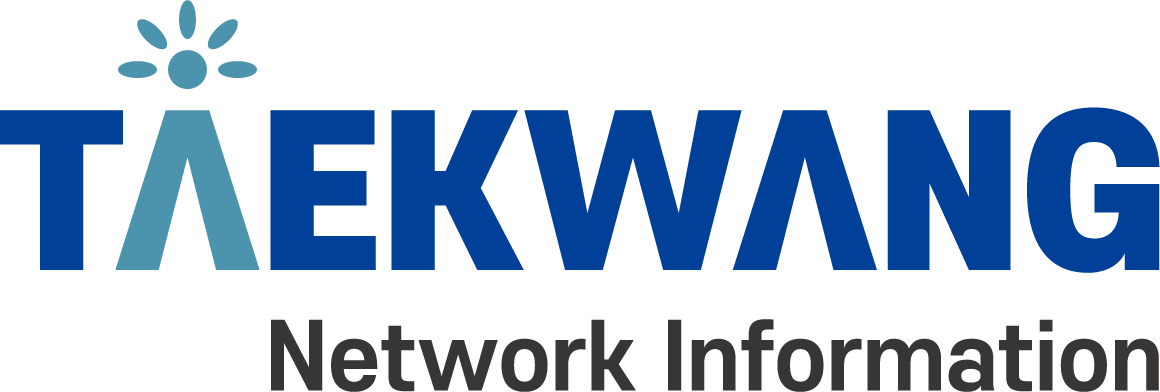
보안 및 네트워크 솔루션 기업인 주식회사 태광네트웍정보의 기업 로고

주식회사 태광네트웍정보는 1998년 설립한 기업으로 대한민국 경기도 안양에 소재한 기업이다. 대표자는 추병진이다.
네트워크 구축 및 유지보수, 방화벽이나 스위치 등으로 하는 보안 총판을 통해 조달사업을 중점적으로 진행하는 기업으로 전국적으로 다수의 협력사를 보유하고 있다.
주요 파트너사는 안랩, 시큐레이어 등이 있다.
1. ↑  김나영 기자 (2014년 10월 2일). “아이티데일리”. 《다산네트웍스-태광네트웍정보, 보안 솔루션 공급 ‘맞손’》.

| 연도 | 내역 |
| ---- | --- |
| 1998 | 태광네트웍정보 설립 |
| 1999 | (주)태광네트웍정보 법인 전환 CISCO Authorized Reseller 선정 |
| 2001 | FY02 CISCO Best Reseller Conference 최우수상 수상 |
| 2002 | FY03 CISCO Best Reseller Conference 최우수상 수상 |
| 2003 | Microsoft 공식 Partner 등록 CISCO AP지역 2-Tier Partner 대상 수상 |
| 2004 | CISCO Premier Partner of Year 수상 CISCO AP지역 2-Tier Partner 대상 수상 |
| 2005 | D-Link Distributor 등록 FY04 CISCO Best Reseller Conference 최우수상 수상 CISCO AP지역 2-Tier Partner Award 대상 수상                                                                                        |
| 2006 | 소프트웨어사업자 취득(한국소프트웨어산업협회) 정보통신공사업 자격 취득(한국정보통신공사협회) CISCO FY05 Best Partner 수상                                                                                    |
| 2007 | 경영혁신중소기업 선정 CISCO FY06 Best Partner 수상 |
| 2008 | CISCO FY07 Korea Commercial Partner 수상 |
| 2009 | AhnLab 네트워크 보안 조달 사업자 선정 KT Managed 공급업체 선정(Cisco, HP) Cisco UC, DCNI, Wireless LAN 전문화 자격 취득 신용보증기금 유망 중소기업 선정                                                      |
| 2010 | ISO 9001, ISO 14001 인증 획득 중소기업은행 우량기업 선정 |
| 2011 | AhnLab Value Added Distributor 등록 Cisco 무선랜 조달 사업자 선정 UCS서버 조달 사업자 선정 기업부설 연구소 설립 성실납세기업 선정                                                                            |
| 2012 | Juniper Partner 등록 Alcatel-Lucent Partner 등록 |
| 2013 | CJ Systems 협력사 등록 조달 계약이행실적평가 최우수 등급 획득 |
| 2014 | 다산네트웍스 보안스위치 총판 선정 KT Managed Service 협력사 선정 Citrix Silver Partner 등록 SOMANSA Partner 등록 Paloalto Networks Partner 등록 조달 계약이행실적평가 최우수 등급 획득 가족친화인증기업 선정 |
| 2015 | 미군 조달 사업자 등록 조달 계약이행실적평가 최우수 등급 획득 성실납세기업 선정 |
| 2016 | SecuLayer 조달 사업 총판 선정 조달 계약이행실적평가 최우수 등급 획득 성실납세기업 선정 |
| 2017 | KT Managed 정보보안 협력사 선정 조달 계약이행실적평가 최우수 등급 획득 성실납세기업 선정 |
| 2018 | 조달 계약이행 실적평가 최우수 등급 획득 성실납세기업 선정 |
| 2019 | 조달 계약이행 실적평가 최우수 등급 획득 성실납세기업 선정 |
| 2020 | AhnLab 네트워크보안 조달 총판 선정(12년 연속) SecuLayer 조달 사업 총판 선정 (5년 연속) 조달 계약이행 실적평가 최우수 등급 획득(8년 연속) 성실납세기업 선정(6년 연속)                                         |